# 1/2 + 1/4 + 1/8 + 1/16 + ⋯

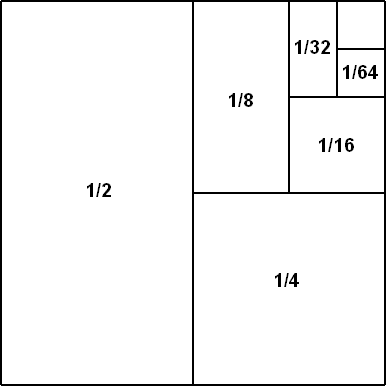
Les six premiers sommets dessinés en portions d'un carré.

La série géométrique sur la ligne réelle.

En mathématiques, la série infinie 1/2 + 1/4 + 1/8 + 1/16 + ⋯ est un exemple élémentaire d'une série géométrique qui converge absolument.
Sa somme est
{\displaystyle {\frac {1}{2}}+{\frac {1}{4}}+{\frac {1}{8}}+{\frac {1}{16}}+\cdots =\sum _{n=1}^{\infty }\left({\frac {1}{2}}\right)^{n}={\frac {\frac {1}{2}}{1-{\frac {1}{2}}}}=1.}

## Preuve directe
Comme pour toute série infinie, la somme infinie
{\displaystyle {\frac {1}{2}}+{\frac {1}{4}}+{\frac {1}{8}}+{\frac {1}{16}}+\cdots }
est définie comme signifiant la limite de la somme des n termes
{\displaystyle s_{n}={\frac {1}{2}}+{\frac {1}{4}}+{\frac {1}{8}}+{\frac {1}{16}}+\cdots +{\frac {1}{2^{n-1}}}+{\frac {1}{2^{n}}}}
Multiplier sn par 2 révèle une relation utile :
{\displaystyle 2s_{n}={\frac {2}{2}}+{\frac {2}{4}}+{\frac {2}{8}}+{\frac {2}{16}}+\cdots +{\frac {2}{2^{n}}}=1+\left[{\frac {1}{2}}+{\frac {1}{4}}+{\frac {1}{8}}+\cdots +{\frac {1}{2^{n-1}}}\right]=1+\left[s_{n}-{\frac {1}{2^{n}}}\right].}
En soustrayant sn des deux côtés, on a
{\displaystyle s_{n}=1-{\frac {1}{2^{n}}}.}
Lorsque n tend vers l'infini, sn tend vers 1.

## Histoire
Cette série a été utilisée comme une représentation d'un des paradoxes de Zénon. Les parties de l'œil Oudjat ont été pensées autrefois pour représenter les six premiers termes de la série.